# Извлечение информации
Извлечение информации (англ. information extraction) — это задача автоматического извлечения (построения) структурированных данных из неструктурированных или слабоструктурированных машиночитаемых документов.
Извлечение информации является разновидностью информационного поиска, связанного с обработкой текста на естественном языке. Примером извлечения информации может быть поиск деловых визитов — формально это записывается так: НанеслиВизит(Компания-Кто, Компания-Кому, ДатаВизита) — из новостных лент, таких как: «Вчера, 1 апреля 2007 года, представители корпорации Пепелац Интернэшнл посетили офис компании Гравицап Продакшнз». Главная цель такого преобразования — возможность анализа изначально «хаотичной» информации с помощью стандартных методов обработки данных. Более узкой целью может служить, например, задача выявить логические закономерности в описанных в тексте событиях.
В современных информационных технологиях роль такой процедуры, как извлечение информации, всё больше возрастает — из-за стремительного увеличения количества неструктурированной (без метаданных) информации, в частности, в Интернете. Эта информация может быть сделана более структурированной посредством преобразования в реляционную форму или добавлением XML разметки. При мониторинге новостных лент с помощью интеллектуальных агентов как раз и потребуются методы извлечения информации и преобразования её в такую форму, с которой будет удобнее работать позже.
Типичная задача извлечения информации: просканировать набор документов, написанных на естественном языке, и наполнить базу данных выделенной полезной информацией. Современные подходы извлечения информации используют методы обработки естественного языка, направленные лишь на очень ограниченный набор тем (вопросов, проблем) — часто только на одну тему. Например, «Конференция по Пониманию сообщений» (en:Message Understanding Conference, MUC) — это конференция соревновательного характера и в прошлом она фокусировалась на таких вопросах:
- MUC-1 (1987), MUC-2 (1989): Военно-морские операции.
- MUC-3 (1991), MUC-4 (1992): Терроризм в латиноамериканских странах.
- MUC-5 (1993): Венчурные операции в области микроэлектроники.
- MUC-6 (1995): Новостные статьи об изменениях в управляющих процессах.
- MUC-7 (1998): Отчёты о запусках спутников.

Тексты на естественном языке могут потребовать некоего предварительного преобразования на язык (например, RDF — Resource Description Framework), понятный для компьютера.
Типичные подзадачи извлечения информации:
- Распознавание именованных элементов (сущностей), например: имён людей, названий организаций, географических названий, событий, временны́х и денежных обозначений и пр.
- Разрешение анафоры и кореференций: поиск связей, относящихся к одному и тому же объекту. Типичный случай таких ссылок — местоименная анафора.
- Выделение терминологии: нахождение для данного текста ключевых слов и словосочетаний (коллокаций).
- Автореферирование: выделение из текста смысловой, эмотивной, оценочной и пр. информации. Бывает генеративным и декларативным.